# Северни рунасти паук-мајмун
Северни рунасти паук-мајмун (лат. Brachyteles hypoxanthus) је врста примата (Primates) из породице пауколиких мајмуна (Atelidae).

## Распрострањење
Ареал врсте је ограничен на једну државу. Бразил је једино познато природно станиште врсте.

## Станиште
Станиште врсте су шуме. 

## Угроженост
Ова врста је крајње угрожена и у великој опасности од изумирања.